# 後藤嘉宏
後藤 嘉宏（ごとう よしひろ、1960年 - ）は、コミュニケーション思想史を研究する日本の社会学者、図書館情報学者、筑波大学図書館情報メディア系教授。
中井正一を取り上げた研究などをおこなっている。

## 経歴
哲学者の後藤宏行の子として生まれる。
1979年から1983年に慶應義塾大学文学部に学んでフランス文学を専攻し、次いで1983年から1990年にかけて東京大学大学院社会学研究科社会学（B新聞学）専攻に学んだ。
1992年に株式会社地域開発機構主任研究員となり、次いで1995年に図書館情報大学図書館情報学部情報資料媒体論講座助手となって、2001年に図書館情報学部情報メディア社会分野助教授に昇任した。2002年1月から4月にかけて、ケンタッキー大学客員教授を併任した。
2002年、「中井正一におけるメディウムとミッテルに関する一考察 中井の2つの媒介概念と、資料、官庁資料、本、図書館」により、九州大学から博士（比較社会文化）を取得した。
組織改編により、2002年10月に筑波大学図書館情報学系助教授、さらに2004年に大学院図書館情報メディア研究科助教授、また制度変更により2007年に准教授を経て、2011年10月に図書館情報メディア系教授に昇任した。
2003年から思想の科学研究会評議員となり、2011年から会長を務めている。

## おもな著書

### 単著
- 中井正一のメディア論、学文社、2005年

### 共著
- （佐藤隆司、大庭治夫との共著）官庁資料の公開 情報利用の民主化をめざして. 1、学文社、2001年